# Homolliella
Homolliella  es un género de plantas con flores perteneciente a la familia de las rubiáceas. Incluye una sola especie: Homolliella sericea Arènes (1960).
Es nativo de Comores y Madagascar.